# Orthez
Orthez é uma comuna francesa na região administrativa da Nova Aquitânia, no departamento dos Pirenéus Atlânticos. Estende-se por uma área de 45,76 km². Em 2010 a comuna tinha 11 223 habitantes (densidade: 245,3 hab./km²).